# Denton, Kansas
Denton là một thành phố thuộc quận Doniphan, tiểu bang Kansas, Hoa Kỳ. Năm 2010, dân số của xã này là 148 người.

## Dân số
Dân số các năm:
- Năm 2000: 186 người
- Năm 2010: 148 người